# Anas Hamoudeh
Anas Hamoudeh (in arabo أنس حمودة‎?; Irbid, 12 marzo 1989) è un ex nuotatore giordano, specializzato negli stili libero e farfalla.

## Biografia
Fu convocato ai mondiali di Melbourne 2007 e gareggiò nei 50, 100 e 200 m stile libero e nei 50 e 100 m farfalla.
Rappresentò la Giordania ai Giochi olimpici estivi di Pechino 2008, dove ottenne il 59º tempo nelle batterie dei 50 m stile libero e fu eliminato.